# أرض النفاق (فلم)
أرض النفاق هو فيلم مصري عرض عام 1968 مقتبس عن رواية أرض النفاق للكاتب يوسف السباعي. الفيلم من إخراج فطين عبد الوهاب وبطولة فؤاد المهندس وشويكار وسميحة أيوب، قدمت قصة الفيلم من قبل في فيلم أخلاق للبيع عام 1950 بطولة محمود ذو الفقار وفاتن حمامة وإخراج محمود ذو الفقار.

## قصة الفيلم
مسعود أبو السعد موظف عادي متزوج ولكنه غير قادر على تغيير حياته، وبالصدفة يرى محل لبيع الأخلاق ويرى أن الأخلاق القبيحة قد نفذت فيقوم بشراء بعض أخلاق الخير، ولكنه بعد أن عمل بها خسر كل شيء فيضطر إلى شراء بعض الأخلاق القبيحة مثل النفاق الذي يساعده على تولي أفضل المناصب.

## طاقم التمثيل
- فؤاد المهندس: (مسعود أبو السعد)
- شويكار: (إلهام)
- سميحة أيوب: (سوسو)
- عبد الرحيم الزرقاني: (صاحب محل الأخلاق)
- حسن مصطفى: (المدير عويجة أفندي)
- حسين إسماعيل: (صاحب القهوة)
- محمد شوقي
- عبد العظيم عبد الحق: (رمضان بيه)
- عبد الله فرغلي: (وكيل الوزارة)
- محمود لطفي
- فهمي أمان
- عبد الغني النجدي: (الساعي)
- عباس رحمي
- لولا عبده
- فيفي سعيد
- أحمد سامي
- إسكندر منسي
- سهير رضا: (فنطاس هانم)
- عبد المنعم سعودي
- سلامة إلياس

## فريق العمل
- إخراج: فطين عبد الوهاب
- قصة: عن رواية أرض النفاق للكاتب يوسف السباعي
- سيناريو وحوار: سعد الدين وهبة
- مدير التصوير: وديد سري
- مونتاج: حسين أحمد
- إنتاج: إيهاب الليثي
- موسيقى تصويرية: غوردون شيروود
- توزيع: شركة القاهرة للإنتاج السينمائي

## روابط خارجية
- أرض النفاق على موقع IMDb (الإنجليزية)
- أرض النفاق على موقع الدهليز
- أرض النفاق على موقع قاعدة بيانات الأفلام العربية
- أرض النفاق على موقع قاعدة بيانات الفيلم (الإنجليزية)
- أرض النفاق على موقع ليتربوكسد (الإنجليزية)
- أرض النفاق على موقع كينوبويسك (الروسية)